# Fritz Wunderlich
Friedrich (Fritz) Karl Otto Wunderlich, född den 26 september 1930 i Kusel i Rhenlandet, död den 17 september 1966, var en tysk lyrisk tenor.

## Biografi

### Barndom och ungdomsåren
Wunderlichs mor var violinist och hans far var körledare. Under kort tid innehade familjen värdshuset Emrichs Bräustübl. Fritz far förlorade sitt jobb på grund av påtryckningar från nazister, förutom att han led av en svår krigsskada. Han begick självmord när Fritz var fem år gammal. Berättelsen om "upptäckten" av Wunderlich liknar många av hans samtida (särskilt Nicolai Gedda och Dietrich Fischer-Dieskau). Som ung arbetade Wunderlich i ett bageri. Efter påtryckningar från grannar och förbipasserande, som hade noterat hans musikaliska gåvor och vackra röst, beslutade Wunderlich att påbörja musikstudier. Han lyckades få ett stipendium för att fortsätta sina studier i Freiburg im Breisgaus musikhögskola, där han studerade horn och sång. 

### Musikalisk framgång
Wunderlich uppmärksammades snart som en lysande ung tenor, särskilt i operor av Mozart , men senare utökade han repertoaren till hela fältet av roller för en lyrisk tenor. Det var på modet under Wunderlichs karriär att uppföra operor på lokalspråket snarare än på originalspråket. Därför är de flesta av hans tidiga inspelningar av standardrepertoaren på tyska, inklusive Verdis Rigoletto och Don Carlos. (Inspelningen av Verdis Requiem är på tydlig germansk latin.) Wunderlich uppnådde sina högsta framgångar i den tyska repertoaren. Av särskild betydelse är en inspelning av Mozarts Trollflöjten, där Wunderlich briljerar som Tamino mot Dietrich Fischer-Dieskau i rollen som Papageno. Detta var en av de första inspelningarna av detta verk, och är alltjämt en storsäljare. 
Wunderlichs klara röst och återhållsamma tolkning ledde honom också till uppskattade tolkningar av liedercykler av Schubert och Schumann med pianisten Hubert Giesen. Hans berömda inspelning av Schumanns Dichterliebe förblir en golden standard i denna genre. Många senare tenorer har haft en svår tävlan mot Wunderlich i tolkningen av denna cykel. 
En annan uppmärksammad inspelning han efterlämnade han är Bachs Juloratorium, med Gundula Janowitz, Christa Ludwig, och Franz Crass som övriga solister. Dirigent var Karl Richter. Bland Bach-inspelningar ska också nämnas Matteuspassionen med Karl Münchinger som dirigent. Bland övriga sångare i denna inspelning märks Hermann Prey, Tom Krause och Elly Ameling. En annan storslagen inspelning är ett album med andliga sånger före Bach, med musik av Heinrich Schütz, Georg Philipp Telemann, Dietrich Buxtehude, och andra mindre kända kompositörer. 
Wunderlich sjöng ibland mindre wagnerroller såsom styrmannen i Den flygande holländaren, Walther von der Vogelweide i Tannhäuser, och herden i Tristan und Isolde. "Tyngre" wagnerroller skymtade vid horisonten om Wunderlich hade fått leva längre .

### Död och eftermäle
Wunderlichs lovande karriär avbröts av en olyckshändelse. Han föll från en trappa i en väns hus i Oberderdingen nära Maulbronn, och dog på universitetskliniken i Heidelberg några dagar innan han skulle fyllt 36. Han begravdes på Waldfriedhof i München.
Vid tiden för sin död hade han börjat spela in Haydns Skapelsen, med Berliner Philharmoniker och Wiener Singverein under ledning av Herbert von Karajan. De andra solisterna var Christa Ludwig, Gundula Janowitz, Walter Berry och Dietrich Fischer-Dieskau. Wunderlich hade avslutat inspelningen av ariorna. Werner Krenn anlitades för att spela in recitativen.
En video innehåller en fullängdsföreställning (på tyska) av Barberaren i Sevilla där Wunderlich sjunger rollen som greve Almaviva. Det finns även andra videoinspelningar med operaarior.
I en undersökning som publicerades i BBC Music Magazine i april 2008 röstades Wunderlich fram som den fjärde största tenoren genom tiderna.
Bland hans hobbies ingick jakt (han var på jaktsemester när han föll i trappan och dog), vapen och snabba bilar.

## Diskografi
Diskografin omfattar opera, operett, oratorier, romanser und underhållningmusik.
Nyare inspelningar är:
- Fritz Wunderlich - Und es blitzten die Sterne. CD, Deutsche Grammophon 2009
- Fritz Wunderlich - Sacred Arias. CD, Deutsche Gr.(Universal) 2007
- Eine Weihnachtsmusik med Hermann Prey, Will Quadflieg. CD, Polydor (Universal) 2007
- Fritz Wunderlich - Die Frühen Jahre 1956-58. CD, Sony BMG 2007
- Wunderlich populär. CD, Polydor 2007
- Fritz Wunderlich - Leben und Legende. DVD zum 40. Todestag, Univ.Music / DG 2006
- Wunderlich privat. CD, Deutsche Grammophon 2006
- The Magic of Wunderlich. 2 CD och DVD, Deutsche Grammophon 2005
- The Art of Fritz Wunderlich. 7 CD, Deutsche Grammophon 2005
- Der letzte Liederabend. CD, Deutsche Grammophon 2003
- Geistliche Lieder. CD, Hänssler 2001. Musik av Heinrich Schütz, Johann Rosenmuller, Christoph Graupner, Georg Philipp Telemann, Dietrich Buxtehude.
- Fritz Wunderlich - Schumann: Dichterliebe - 1 CD, Deutsche Grammophon 1966
- Zaide av W.A. Mozart, Komplett inspelning från 1956 med Maria Stader, Petre Munteanu; RSO Stuttgart, Dir. Alfons Rischner, OPERA D’ORO 2007
- Alcina av G.F. Händel. Fritz Wunderlich (Ruggiero), Joan Sutherland (Alcina), Kölner Rundfunkchor, Cappella Coloniensis, Dirigent: Ferdinand Leitner. Liveinspelning WDR från den 15 maj 1959. Deutsche Grammophon 2008
- Messa Da Requiem av G. Verdi. 2 CD, Deutsche Grammophon 2008, med Maria Stader, Marga Höffgen och Gottlob Frick, Dir. Hans Müller-Kray
- Don Giovanni av W.A. Mozart, Premiärutdrag (Köln 1960). 3 CD, med Hermann Prey, Elisabeth Grümmer, Edith Mathis, Hildegard Hillebrecht, Franz Crass, Georg Stern, Hans-Georg Knoblich; Gürzenich-Orchester Kölner Philharmoniker, Dir. Wolfgang Sawallisch. Deutsche Grammophon 2009
- Daphne av Richard Strauss. Med Hilde Güden, James King, Kurt Equiluz, Rita Streich, P Schöffler, V Little. Wiener Symphoniker, dir. Karl Böhm. Deutsche Grammophon, insp. 1964.
- Matteuspassionen av J.S. Bach. Med Elly Ameling, Marta Höffgen, Helen Watts, Tom Krause, Peter Pears, Hermann Prey. Stuttgarter Kammerorchester. Dir. Karl Münchinger. Inspelad 1965. Decca.
- Skapelsen av Jospeh Haydn. Med Gundula Janowitz , Christa Ludwig , Werner Krenn , Fritz Wunderlich , Dietrich Fischer-Dieskau , Walter Berry , Wiener Singverein , Herbert von Karajan , Berliner Philharmoniker. Deutsche Grammophon. Inspelad 1966.

## DVD
- „Fritz Wunderlich - Leben und Legende.“ Dokumentation, 60 Min., Deutschland, Österreich 2006, Regie: Thomas Staehle, Produktion: Wunderlich Medien und Loopfilm GmbH in Co. Produktion SWR, BR, Ausstrahlung: arte, 16. September 2006, Inhaltsangabe[död länk] von arte

## Ljud och video
- Youtube: Playlist Fritz Wunderlich
- Die Kunst der Meister (Pfitzner: Palestrina 1964 live / Dirigent: Robert Heger mit Otto Wiener)